# 스타리 아이드
스타리 아이드(Starry-Eyed)는 대한민국의 록 밴드이다.

## 구성원
멤버들의 이름은 모두 본명의 마지막 자에서 따왔다.
- Duck(유병덕) - 드럼
- Sub(김원섭) - 보컬 & 기타

### 이전 구성원
- Mongoo(몬구) - 베이스 기타 (현 밴드 몽구스 보컬&키보드)
- Sook(김미숙) - 베이스 기타 (현 밴드 룩앤리슨 베이스)

## 음반

### 정규앨범
- 2005년 《Lo-Fi Dancing Star》 (배급: 핑퐁 사운드)
- 2008년 《Sweet Night》 (배급: 일렉트릭 뮤즈)

### EP
- 2012년 《미안한 사춘기》

17.08.08  <믿거나 말거나>
1. 믿거나 말거나
2. 돈키호테

### 참여 앨범
- 빵 컴필레이션 2집 《Lawn Star》

7. Remember of Serson